# Haapajärvi (sjö i Finland, Norra Karelen, lat 62,48, long 29,90)
Haapajärvi är en sjö i Finland. Den ligger i kommunen Joensuu i landskapet Norra Karelen, i den sydöstra delen av landet, 400 km nordost om huvudstaden Helsingfors. Haapajärvi ligger 80,3 meter över havet. I omgivningarna runt Haapajärvi växer i huvudsak blandskog. Den är 25,9 meter djup. Arean är 1,37 kvadratkilometer och strandlinjen är 9,03 kilometer lång. Sjön  ingår i Vuoksens huvudavrinningsområde. 